# جرالد ویلسن
جرالد ویلسن (انگلیسی: Gerald Wilson؛ ۴ سپتامبر ۱۹۱۸ – ۸ سپتامبر ۲۰۱۴) موسیقی‌دان، آهنگساز، نوازندهٔ ترومپت جاز و رهبرِ گروهِ موسیقی اهل ایالات متحده آمریکا بود. وی بین سال‌های ۱۹۳۸ تا ۲۰۱۴ میلادی فعالیت می‌کرد.
او از اوایل دههٔ ۴۰ میلادی ساکن لس‌آنجلس بود و برای بسیاری از بزرگان موسیقی همچون دوک الینگتون، سارا وان، ری چارلز، جولی لاندن، دیزی گیلیسپی، الا فیتزجرالد، بنی کارتر، لایونل همپتون، بیلی هالیدی، داینا واشینگتن و نانسی ویلسون موسیقی و آهنگ تنظیم کرد.